# داي ليويلين
داي ليويلين هو صحفي وعارض وسياسي بريطاني، ولد في 2 أبريل 1946 في أبردير ‏ في المملكة المتحدة، وتوفي في 13 يناير 2009. نشط حزبياً في حزب استقلال المملكة المتحدة.